# Festival Iberoamericano de la Comunicación Publicitaria
El festival Iberoamericano de la Comunicación Publicitaria, también llamado el festival El Sol, es una cita a la creatividad internacional que fue creado por la Asociación Española de Agencias de Comunicación Publicitaria (AEACP), actual Asociación de la Creatividad Transformadora. Es un festival a gran escala en el que participan 2500 piezas y al que asisten más de 1500 personas.

## Historia
Nació con el nombre de Festival de cine y televisión en 1986 en Marbella. En esta primera edición participaron 250 personas y 290 spots. En la segunda edición, el festival se traslada a San Sebastián, donde permanece 25 años, dada las mejores infraestructuras y su experiencia como sede de festival de cine. La sección de gráfica se incorpora en la octava edición cuando también se cambia el nombre a Festival Publicitario de San Sebastián. En la undécima edición se incorpora la sección de gráfica y en la decimotercera se incorpora la sección de soportes interactivos.
En 2003 en festival pasa a ser internacional ya que se incorporan todos los países de habla hispana y portuguesa. En este mismo año también se le cambia el nombre al festival, que se llamará El Sol. Festival Publicitario Iberoamericano durante los próximos años, hasta 2008, cuando adopta el nombre con el que se le conoce actualmente. 
Desde 2012 hasta 2018 el festival se celebró en Bilbao, y en la edición 34.ª (2019) el festival trasladó su sede a Madrid.

## Premios
El jurado concede un sol de oro, plata y bronce a cada una de las secciones, o subsecciones en caso de estar divididas. En el caso de mejor idea internacional solo se concede un  sol de oro. De entre todos los oros el jurado elige a un ganador. 
En la categoría innovación podrán optar al oro todas las piezas ganadoras de la subsección innovación de las demás categorías. 
El sol de platino será elegido entre los ganadores de las secciones por los presidentes del jurado. 
Tanto para los grandes premios como para el sol de platino, las asociaciones sin ánimo de lucro y las campañas autopromocionales solo podrán obtener el premio si tienen la mayoría de votos del jurado en favor. 
En caso de no existir ningún candidato a la altura cualquier premio puede quedar desierto. 
Además de los precios por secciones, también existe la posibilidad de ganar el premio a la agencia. A este premio podrán optar las agencias que hayan obtenido al menos dos premios. Este premio se gana mediante la suma de puntos. Cada premio tiene un número de puntos asociado siendo los de mayor categoría los que más puntos otorgan. 
En 2017 Loterías y apuestas del estado recibe el premio al anunciante del año por la calidad de sus campañas en los últimos años. 

### Tabla de premios[3][4]
| Año  | Campaña                              | Agencia                 | Empresa                                | País      | Premio/ sección                          |
| ---- | ------------------------------------ | ----------------------- | -------------------------------------- | --------- | ---------------------------------------- |
| 2017 | Payphonebank                         | Grey                    | UNE/ Teléfonos públicos                | Colombia  | Platino                                  |
| 2017 | La muñeca que eligió conducir        | Proximity               | Audi                                   | España    | Contenido de marca Marketing promocional |
| 2017 | 21 de diciembre                      | Leo Burnett             | Loterías y apuestas del estado         | España    | Campañas integradas                      |
| 2017 | Cierra Unicef                        | J. Walter Thompson      | Unicef                                 | España    | Medios                                   |
| 2017 | Blind Cap                            | Cheil Spain             | Samsung                                | España    | Móvil                                    |
| 2017 | Nomad Echographies                   | VCCP                    | Microsoft / Windows Nephlim            | España    | Producción                               |
| 2017 | Darín                                | Revolución / Madre      | Quilmes                                | Argentina | TV / Cine                                |
| 2017 | Breastfeeding Mannequin              | J. Walter Thompson      | Amigos Lactancia y coalición de marcas | Colombia  | Exterior                                 |
| 2017 | Charles, Angela y Francis (3 piezas) | AlmapBBDO               | Getty Images                           | Brasil    | Diarios y revistas                       |
| 2017 | Operación #PAELLAEMOJI-Rumbo Japón   | La mujer del presidente | Herba Ricemills / Arroz La Fallera     | España    | Digital                                  |
| 2017 | Abogado, Panadero y Diseñador        | Publicis                | Lotería del estado                     | España    | Radio                                    |
| 2017 | Desierto                             | Desierto                | Desierto                               | Desierto  | Marketing directo                        |
| 2017 | Desierto                             | Desierto                | Desierto                               | Desierto  | Relaciones Públicas                      |
| 2017 | -                                    | Proximity               |                                        | España    | Agencia del festival                     |
| 2016 | -                                    | LOLA Mullenlowe         |                                        | España    | Agencia del festival                     |
| 2016 | Safety Truck                         | Leo Burnett             | Samsung                                | Argentina | Platino y oro a la innovación            |
| 2016 | Justino                              | Leo Burnett             | Loterías del estado                    | España    | Cine y TV                                |
| 2016 | Consumo responsable (Nivel 7)        | Arena Media             | Gas natural fenosa                     | España    | Contenidos de marca                      |
| 2016 | Nivea Doll                           | FCB                     | Nivea                                  | Brasil    | Exterior                                 |
| 2016 | Perro- Bebe- Ardilla- Polillas       | The community           | Ciudad de buenos aires                 | EE. UU.   |                                          |